# Fortuna che ci sei
Fortuna che ci sei è un singolo del cantautore italiano Biagio Antonacci, pubblicato il 5 gennaio 2018 come secondo estratto dal quattordicesimo album in studio Dediche e manie.

## Video musicale
Il videoclip è stato pubblicato il 19 gennaio 2018 attraverso il canale YouTube del cantante.